# Acanthosicyos naudinianus
Acanthosicyos naudinianus là một loài thực vật có hoa trong họ Cucurbitaceae. Loài này được (Sond.) C.Jeffrey mô tả khoa học đầu tiên năm 1962.